# La Cambe

La Cambe este o comună în departamentul Calvados, Franța. În 1 ianuarie 2022 avea o populație de 552 de locuitori.